# والنتینا تیلیگینا
والنتینا پتروونا تیلیگینا (روسی: Валенти́на Петро́вна Теле́гина؛ ‏ ۲۳ فوریهٔ ۱۹۱۵ – ۴ اکتبر ۱۹۷۹) بازیگر اهل اتحاد جماهیر شوروی سوسیالیستی بود.

## گزیده فیلمشناسی
از فیلم‌هایی که وی در آن‌ها نقش داشته‌است، می‌توان به نامت را به‌خاطر بسپار، نغمه یک سرباز، رستاخیز و پاول کارچگین اشاره نمود.

## جوایز
وی همچنین برندهٔ جوایزی همچون هنرمند مردمی جمهوری شوروی فدراتیو سوسیالیستی روسیه شده‌است.